# Giorgi Margvelashvili
Giorgi Margvelashvili (tiếng Gruzia: გიორგი მარგველაშვილი; sinh ngày 4 tháng 9 năm 1969) là một nhà khoa học, nhà chính trị Gruzia. Ông được bầu làm Tổng thống Gruzia vào tháng 10 năm 2013. Nguyên là một nhà triết học, ông hai lần làm hiệu trưởng của Viện Công Vụ Gruzia (2000-2006 và 2010-2012). Năm 2012, ông trở thành một thành viên trong nội các của Thủ tướng Bidzina Ivanishvili và được cử làm Bộ trưởng Bộ Giáo dục và Khoa học của Gruzia. Vào tháng 2 năm 2013, ông được chỉ định là Phó Thủ tướng Chính phủ.
Ngày 11 tháng năm 2013, Liên minh Giấc mơ Gruzia do Ivanishvili lãnh đạo đã chọn Margvelashvili làm ứng cử viên của mình trong cuộc bầu cử tổng thống tháng 10 năm 2013. Margvelashvili chưa là thành viên của bất kỳ đảng phái chính trị.